# Десант на мыс Тархан
Десант на мыс Тархан — тактический морской десант, высаженный 9—11 января 1944 года во время Великой Отечественной войны кораблями советской Азовской флотилии на Керченском полуострове.

## Планирование операции
После захвата советскими войсками Керченского плацдарма советское командование неоднократно пыталось улучшить свои позиции. По инициативе командующего Отдельной Приморской армии (командующий генерал армии И. Е. Петров), согласованной с представителями Ставки Верховного Главнокомандования Маршалом Советского Союза К. Е. Ворошиловым и генерал-полковником С. М. Штеменко, была разработана частная наступательная операция, предусматривавшая высадку морского десанта на мыс Тархан на северном побережье Керченского полуострова (не путать с мысом Тархан-Кут в районе Евпатории) с последующими встречными ударами десанта и правого фланга войск Отдельной Приморской армии с фронта. Итогом операции должно было стать занятие советскими войсками северного побережья полуострова, создание охватывающего положения для противостоящих Керченскому плацдарму вражеских войск — частей 5 армейского корпуса под командованием Карла Альмендингера из состава 17-й немецкой армии под командованием генерала инженерных войск Эрвина Йенеке.
В целом планирование операции осуществлялось тщательно. Со стороны Азовской флотилии были задействованы больше половины имеющихся боевых кораблей: 18 тендеров, 19 мотоботов, 2 катера-тральщика, 2 минных катера, 3 торпедных катера, 3 сторожевых катера, 3 бронекатера, другие малые корабли. Отряд высадки составлял 3 катера «морской охотник», 3 бронекатера, 4 торпедные катера, 18 тендеров, 2 малых катера, 17 десантных ботов, 4 мотобота ПВО. Остальные катера действовали в составе демонстрационного и трального отрядов. В состав десанта были выделены 166-й гвардейский стрелковый полк (командир Герой Советского Союза полковник Г. К. Главацкий), 143-й отдельный батальон морской пехоты, парашютный десантный батальон Черноморского флота, штрафная рота Черноморского флота (всего 2925 человек, 176 станковых и ручных пулемётов, 86 противотанковых ружей, 20 миномётов). Для прикрытия десанта выделена авиация, для артподдержки — береговая артиллерия. Части Приморской армии на участке наступления также получили пополнение и были усилены танковой бригадой и артиллерией, в том числе получили 3 батареи большой мощности.
Из-за штормовой погоды намеченная на 7 и 8 января высадка дважды была отложена. По прогнозу погоды в ночь на 10 января ожидалось дальнейшее ухудшение погоды, но очередная отсрочка операции произведена не была. Кто именно настоял на высадке в этот день, неизвестно.

## Высадка десанта
Вечером 9 января 1944 года отряд кораблей (51 единица) с десантом вышел из кордона Ильича. Командовал высадкой капитан 2 ранга Н. К. Кириллов, руководил операцией исполняющий обязанности командира Азовской флотилии контр-адмирал Г. Н. Холостяков. При переходе морем шторм усиливался. Волнение достигло 4—5 баллов, ветер — силы в 7 баллов. Движение десантного отряда замедлилось, из-за захлёстывания волнами затонуло 5 мотоботов. Для спасения людей с них были высланы торпедные катера. Поскольку всё это происходило в виду неприятельского берега, движение десантного отряда было обнаружено противником. Более того, несмотря на запоздание высадки, артподготовка по участку высадки началась точно в срок в 05:00 утра 10 января, что указало противнику на место десантирования.
Высадка первого эшелона десанта началась только после 8 часов утра. Удалось высадить всего 374 человека, которые сразу попали в крайне тяжелое положение. Большая часть морских пехотинцев была высажена в ледяную воду, при этом потонула часть вооружения и боеприпасов. С наступлением утренних сумерек вражеская авиация силами до 30 самолётов непрерывно атаковала корабли высадки. На борту флагманского катера около 8-25 утра погиб командир отряда высадки капитан 2 ранга Н. К. Кириллов и главный штурман отряда высадки лейтенант Б. П. Бувин, а вступивший в командование начальник штаба высадки капитан-лейтенант Н. А. Шатаев был убит при налёте около 12 часов. Советская авиация прикрытия в назначенный срок не появилась. В отчёте по итогам операции командир десанта полковник Г.К. Главацкий назвал высадку «безобразной».
Только к 10:30 была высажена основная часть десанта — 1765 человек. Невысаженными остались 425 человек, на кораблях погибло, утонуло и пропало без вести 177 десантников, получили ранения и возвращены на базу 72 человека. Потери в кораблях составили потопленными авиацией врага 1 катер «морской охотник», 1 мотобот ПВО, затонули при шторме 5 десантных ботов, пропали без вести (скорее всего, также затонули при шторме или потоплены авиацией, когда отбились от основного отряда) 1 тендер, 3 десантных бота и 1 мотобот ПВО. Ряд кораблей получили повреждения. Число потерь в экипажах неизвестно.
Одновременно для отвлечения внимания противника были задействованы северная и южная демонстративные группы (по два торпедных катера в каждой), первая из которых изображала высадку десанта в районе Мама Русская — мыс Зюк, а вторая — в районе Керченского порта, обстреливая берег артиллерийско-пулемётным огнём и даже выпуская по берегу торпеды.

## Бой на берегу
Десантникам удалось со значительными потерями занять в рукопашной схватке береговые линии укреплений врага и организовать круговую оборону. Были захвачены 2 зенитные батареи, 1 прожекторный пост, вещевой склад, взято до 60 пленных. Но выполнение дальнейших наступательных задач было невозможно, поскольку противник успел подтянуть к месту высадки значительное количество войск с танками и артиллерией. Начавшееся наступление 16-го стрелкового корпуса (командир генерал-майор Герой Советского Союза К. И. Провалов) и 11-го гвардейского стрелкового корпуса (командир гвардии генерал-майор Б. Н. Аршинцев) Приморской армии с плацдарма также значительного успеха не принесло и свелось к медленному выдавливанию противника с рубежей обороны и незначительному вклинению в позиции противника. Эти части за сутки боя 10 января потеряли 448 человек погибшими и 1 482 бойца ранеными. Потери немецко-румынских войск составляли 355 убитых, пропавших без вести и раненых.
Десант вёл оборонительный бой свыше суток, испытывая острейший недостаток боеприпасов. Атаки танков и штурмовых орудий (до 20 единиц) противника приходилось отражать исключительно гранатами. Днём 11 января по согласованию с командованием армии внезапной атакой сильно поредевший десант прорвал вражеские порядки и вышел на соединение с атаковавшими навстречу частями Приморской армии. В этот день также удалось добиться небольшого продвижения советских войск при больших потерях: 197 убитых и 1 054 раненых. Потери немецко-румынских войск составили в этот день 219 убитых, пропавших без вести и раненых.
Дальнейшие бои на этом направлении продолжалось до 21 января, но достигнутое продвижение было крайне незначительным.

## Итоги операции
План наступательной операции выполнен не был. Результатом кровопролитной операции стало незначительное улучшение занимаемых рубежей на Керченском плацдарме.
Причиной неудачи явилось игнорирование неблагоприятных погодных условий и несогласованность действий родов войск: артиллерийские части не учли изменение времени высадки и демаскировали её, авиация вообще не выполнила задач по поддержке высадки, хотя вражеская авиация действовала активно.
Потери десанта составили:

- 166-й гв сп (по отчёту командира) — 58 убитых, 133 утонувших, 22 пропавших без вести, 164 раненых,

- 143-й обнмп (по отчёту командира) — 162 убитых, 80 утонувших, 22 пропавших без вести, 192 раненых,

- остались неизвестными потери штрафной роты и экипажей кораблей.
После этой операции командующий Отдельной Приморской армией И.Е. Петров предложил перенести удар с правого на левый фланг армии, непосредственно в район Керчи. Началась срочная подготовка операции по высадке десанта в Керченском порту.